# トレイン☆トレイン
『トレイン☆トレイン』は影木栄貴による日本の漫画。『サウス』（新書館）にて連載された。単行本は全3巻。運転士になるため鉄道会社に入社した主人公の青年が、初めて配属された南北沢駅で個性的な仲間たちと過ごす日々を描く駅員コメディ。

## あらすじ
大好きだった父親と同じ運転士を目指して鉄道会社のMK電鉄に入社し、南北沢駅の駅員として配属された猿田朝日。しかし、南北沢駅は容姿端麗な男性が採用されるという伝統があり、駅は駅員たちのファンの女の子で溢れかえっていた。駅員なのにアイドルのように振る舞う先輩たちに不信感を抱いた朝日だったが、彼らのプロ意識を垣間見て自分も駅員の仕事を頑張ろうと決意する。

## 登場人物
声はドラマCDの声優。

### 主要人物
猿田 朝日（さるた あさひ）
声 - 釘宮理恵
本作の主人公。南北沢駅に勤務する入社1年目の男性駅員。18歳だが小柄で子供のような外見をしている。幼い頃に両親を亡くし天涯孤独の身で、大好きだった父親と同じ電車の運転士を目指している。しかし、機械オンチだったり記憶力が悪かったりと駅員としての能力は低い。元々貧乏だったが、就職した後も騙されて高い壺を買ってしまったため貧乏生活は変わっていない。捨てられていたプレーリードッグをペットとして飼っている。当初は型破りなほかのメンバーに翻弄されていたが、徐々に逞しく成長する。
藤沢 快慈（ふじさわ かいじ）
声 - 置鮎龍太郎
南北沢駅に勤務する入社3年目の男性駅員。定期などを販売する出札担当で、身長180センチと大柄な体格。中学、高校と好き放題荒れた生活を送っていたが、ちょっと勉強に専念すると一発で東大に合格してしまった、東大卒の元ヤンという変わった経歴を持つ。司法試験にも受かりエリートコースまっしぐらだったが、記念切符オタで、記念切符の発行数が一番多いMK電鉄に入社した。驚異的な記憶力を誇り、定期券を売った客の顔とデータを全部覚えている。ひかりに密かな想いを寄せている。型破りな北斗に頭を悩ませている。
松丸 北斗（まつまる ほくと）
声 - 森田成一
南北沢駅に勤務する入社2年目の男性駅員。改札担当。ヘアスタイルを気にして帽子を被らず、ピアスをしている不良駅員。秋田が気になっているバイセクシャルで、性格も軽く老若男女問わずよくナンパをしている。松丸工務店の跡取り息子で金持ちだが、時刻表が好きで駅員になった。つばさとは小学校からの幼なじみ。遅刻しかけた際、ヘリで通勤してきたこともある。
古川 ひかり（ふるかわ ひかり）
声 - 緒方恵美
本作のヒロイン。南北沢駅に勤務する入社3年目の女性駅員でメンバーの紅一点。ホーム担当。一人称は「ボク」で男性用の制服を着ているが、れっきとした女性。Dカップの巨胸だがサラシを巻いて隠している。駅員の制服フェチが高じて駅員になった。力が強く男性に負けない働きぶりを見せ、女性にもモテる。快慈に好意を寄せられ「自分より強い男しか好きにならない」と宣言して交際をかけて腕相撲で対決をしたが、アームレスリングの全国大会優勝という実力通り、今まで一度も負けたことがない。可愛いものが大好きで朝日のことを可愛がっている。
益子 つばさ（ましこ つばさ）
声 - 保志総一朗
南北沢駅に勤務する19歳で入社2年目の男性駅員。アナウンス担当。芸能一家で子役時代から「望海あずさ」の名前でアイドルとして活躍しているが、電車の車両が好きで、駅員としても働いている。駅員の時はアイドルであることを隠し、メガネをかけている。普段は基本的に無表情で語尾を伸ばしたしゃべり方をする。北斗とは小学生の頃からの幼なじみ。朝日のことが生理的に嫌いで冷たい態度を取っている。深夜にネットである事ない事を書き込むなど腹黒い一面がある。

### 朝日の上司たち
秋田（あきた）
声 - 小杉十郎太
南北沢駅に勤務する男性駅員で、駅長の次に偉い助役。個性的な駅員たちに振り回されている苦労人。宮城や花京院と同期で、花京院に容姿を気に入られて以来ずっと南北沢駅勤務となっている。特に鉄道が好きというわけではなく堅実な就職先として駅員を選んだため、仕事に楽しさをにはあまりなつかれていない。感じていなかったが、花京院に助言され笑顔で接客するようになってから少しずつ仕事が楽しいと思えるようになった。既婚者で小町という娘がいる。プレにはあまりなつかれていない。
宮城（みやぎ）
声 - 飛田展男
南北沢駅に勤務する男性駅員で、助役の次に偉い主任。鉄道が好きで駅員になった。秋田や花京院と同期で昔は面食いの花京院に気に入られるほどの美男子だったが、現在はメガネをかけてその存在も薄くなり、出番も少ない。
花京院 疾風（かきょういん はやて）
南北沢駅の駅長。南北沢管区長も兼務しているため、南北沢駅には週1回しか訪れない。秋田たちと同期で中年のはずだが、外見からは年齢不詳でファンクラブができるほど超美形。そのため、駅長が来る日は「駅長降臨の日」と呼ばれて盛り上がる。宝塚歌劇団のファンで、背中に羽根を付けて階段から登場し、髪型は『ベルサイユのばら』の主人公・オスカルを意識した金髪のロングヘアー。MK電鉄会長の孫で、仕事はできないもののコネだけで今の地位に上りつめた。なお、ハーフだが英語はしゃべれない。

### MK電鉄の他の関係者
児玉 健一（こだま けんいち）
声 - DAIGO☆STARDUST
南北沢駅の元駅員。通称「タマちゃん」。北斗とつばさの2年上の先輩だったが、ホストになるため駅員を辞めた。金と女が何よりも大好きで、口と耳にピアスを開けており、見た目も性格も軽い感じの人物。快慈とひかりを入社当時から知っており、快慈がなぜひかりを好きになったかの経緯も知っている。
ドラマCDで声を担当したDAIGO☆STARDUSTは著者の弟である。
神尾（かみお）
MK電鉄本社に所属する男性で人事部長。朝日を査察しに南北沢駅まで訪れた。目が悪くついつい人を睨みつけるような目つきになってしまう。他の駅員たちからは朝日の適性を見るためにやって来たと思われていたが、実際は「かわいい」という理由だけで朝日を採用しており、そんな彼の働く姿をただ見たかっただけであった。
数十年前の南北沢駅駅長
秋田、宮城、花京院が若い頃の南北沢駅の男性駅長。花京院のマイペースぶりに手を焼いていたものの、MK電鉄の会長の孫ということで無下にできず、また花京院が来たことで南北沢駅の売り上げが上がったという大人の事情もあって彼の言動を黙認していた。とはいえ、駅で結婚式をやりたいと言いだした時はさすがに反対した。

### その他のキャラ
秋田 小町（あきた こまち）
秋田の娘。黒髪の長髪の小さく可愛らしい少女で、南北沢駅の駅員たちにも可愛がられている。「駅長降臨の日」に駅長ファンクラブのオバサンたちに突き飛ばされたところを朝日に助けられ、父が胃潰瘍で入院した際に他の駅員たちとも対面を果たす。その後、特技である料理の腕を活かして夕飯係のアルバイトとして南北沢駅に通いはじめる。駅員の中に好意を寄せている男性がいる。
プレ
声 - 荒木香衣
朝日のペットのオスのプレーリードッグで朝日の唯一の家族。最初はハムスターだと勘違いされていた。朝日が住んでいるアパートで飼っていたが、大家さんに見つかってからは南北沢駅で飼っている。繁殖期には狂暴になり秋田の手を引っかいたりしているが、朝日にはよく懐いている。

## 用語
MK電鉄（えむけいでんてつ）
朝日たちが所属する鉄道会社。花京院の祖父が会長を務める。CMにはアイドルの「望海あずさ」を起用している。南北沢駅のほか、京堂駅や夜々木上原駅などがある。夏休み期間になると「MKスタンプラリー」を実施している。
南北沢駅（みなみきたざわえき）
朝日たちが駅員として勤務している駅。花京院が入社してから、新人は容姿端麗な男性が採用されるという伝統ができた。南北沢駅配属になった駅員はその後ホストやアイドルになってしまうことが多く、運転士になった者はいない。駅員のファンクラブができており、駅員たちの生写真まで売っている。

## 単行本
- 第1巻（ISBN 978-4403616884） - 2002年9月10日発売
- 第2巻（ISBN 978-4403617294） - 2003年10月1日発売
- 第3巻（ISBN 978-4403617874） - 2005年4月1日発売